# Municipios de Tierra del Fuego, Antártida e Islas del Atlántico Sur
En la provincia de Tierra del Fuego, Antártida e Islas del Atlántico Sur en Argentina el régimen municipal es ejercido por gobiernos locales denominados municipios, existiendo 3 para septiembre de 2020. Las leyes también contemplan la posibilidad del establecimiento de otros tipos de gobiernos locales que no tienen la categoría de municipios, los cuales son las comunas y las comisiones de fomento, pero a septiembre de 2020 no existe ninguno.
La superficie de los municipios puede abarcar un área rural distante no más de 5 kilómetros del centro poblado, por lo que existen áreas fuera de toda jurisdicción municipal (sistema de ejidos no colindantes).
Dos municipios de la provincia (Río Grande y Ushuaia) han redactado su propia carta orgánica. Las leyes de creación de los pueblos de Puerto Almanza (de 1987) y de San Sebastián (de 1983) prevén la creación de comisiones de fomento en los mismos, así como la transitoria administración del primero por la municipalidad de Ushuaia y del segundo por la de Río Grande hasta tanto no se erijan, pero no se llevaron a efecto.

## Los municipios en la Constitución de la Nación Argentina
La organización municipal estuvo contemplada en la Constitución de la Nación Argentina desde su primera promulgación el 1 de mayo de 1853, expresando en su artículo 5 que cada provincia debía dictar una constitución que asegurara su régimen municipal. Sin embargo, no estaba claro si los municipios debían ser autónomos o autárquicos hasta la sentencia del 21 de marzo de 1989 de la Corte Suprema de Justicia de la Nación Argentina (Caso Rivademar), que interpretó que los municipios eran constitucionalmente autónomos.
Esta sentencia fue contemplada en la reforma de la Constitución de la Nación Argentina según el texto sancionado el 22 de agosto de 1994:

Art. 123. Cada provincia dicta su propia Constitución, conforme a lo dispuesto por el Art. 5 asegurando la autonomía municipal y reglando su alcance y contenido en el orden institucional, político, administrativo, económico y financiero.

## Los municipios y comunas en la Constitución de la Provincia de Tierra del Fuego, Antártida e Islas del Atlántico Sur
La Constitución de la Provincia de Tierra del Fuego, Antártida e Islas del Atlántico Sur sancionada el 17 de mayo de 1991 establece respecto del régimen municipal lo siguiente:

Art. 105. Son atribuciones de la Legislatura: (...) 8. Organizar el régimen municipal según las bases establecidas en esta
Constitución (...)

Art. 169. Esta Constitución reconoce al municipio como una comunidad socio política natural y esencial con vida propia sostenida en un desarrollo socio cultural y socio económico suficiente en la que, unidas por lazos de vecindad y arraigo, las familias concurren en la búsqueda del bien común. Asegura el régimen municipal basado en la autonomía política, administrativa y económico financiera de las comunidades.

Aquellos municipios a los cuales se reconoce autonomía institucional podrán establecer su propio orden normativo mediante el dictado de cartas orgánicas, gobernándose conforme al mismo y con arreglo a esta Constitución.

Art. 170. La Provincia reconoce como municipios a aquéllos que reúnan las características enumeradas en el artículo precedente, siempre que se constituyan sobre una población estable mínima de dos mil (2.000) habitantes.

Se les reconoce autonomía institucional a aquéllos que cuenten con una población estable mínima de más de diez mil (10.000) habitantes.

Art. 171. Las comunidades urbano rurales no reconocidas como municipios, que tengan una población estable mínima de cuatrocientos (400) habitantes y su centro urbano ubicado a más de treinta (30) kilómetros de un municipio, se reconocen como comunas.

Art. 172. Los límites de los municipios y comunas se establecerán por una ley especial de la Provincia cuya aprobación y eventuales modificaciones deberán contar con el voto afirmativo de las dos terceras partes de los miembros de la Legislatura, la que a tal fin tomará en consideración una zona urbana, más otra urbano rural adyacente de hasta cinco (5) kilómetros. Esta limitación no se aplicará a los municipios y comunas que a la fecha de sanción de esta Constitución tuvieren fijados por ley límites que excedan los previstos precedentemente.

Art. 175. La Provincia reconoce las siguientes competencias sólo a los municipios con autonomía institucional:
1. Ordenar y organizar el territorio municipal en uno o varios distritos, a cualquier fin.
2. Determinar su forma de gobierno y establecer las atribuciones de sus órganos (...)

Art. 177. Las cartas orgánicas deben asegurar:
1. El sistema representativo con elección directa de las autoridades municipales (...)
4. Un sistema de contralor de las cuentas públicas (...)

Art. 180. Los municipios habilitados para dictar sus cartas orgánicas mientras no hagan uso de ese derecho y los restantes previstos en esta Constitución, se rigen por Ley Orgánica de Municipalidades la que, respetando las diversidades geográficas, socio económicas y culturales que caracterizan a las diferentes zonas y regiones, se ajustará a las siguientes pautas:

1) El departamento legislativo estará formado por un Concejo Deliberante de siete (7) miembros, elegidos directamente por el Pueblo y por el sistema de representación proporcional. Cuando el municipio haya superado la cantidad de cincuenta mil (50.000) habitantes, el Concejo Deliberante podrá incrementarse en un concejal por cada diez mil (10.000) habitantes más. Durarán cuatro años en sus funciones, pudiendo ser reelectos.

2) El departamento ejecutivo estará a cargo de un intendente que será electo en forma directa (...)

Art. 181. El régimen de las comunas será establecido por ley, aplicando los principios generales fijados en esta Constitución para los municipios, en cuanto sean compatibles con la naturaleza de aquéllas.

### Alcance de la autonomía institucional
La Constitución de la Provincia de Constitución de la Provincia de Tierra del Fuego, Antártida e Islas del Atlántico Sur establece que todos los municipios que superen los 10 000 habitantes pueden obtener la autonomía institucional mediante la sanción de una carta orgánica. La constitución establece que los municipios con carta orgánica pueden determinar su forma de gobierno, siempre que sea de elección popular. Deben también tener un sistema de contralor de las cuentas públicas.

## LeyOrgánica de Municipalidadesn.º 236
La ley territorial Orgánica de Municipalidades n.º 236 fue sancionada el 28 de septiembre de 1984 y promulgada el 8 de noviembre de 1984 por decreto n.º 3015, cuando Tierra del Fuego todavía era un territorio nacional.

Art. 2. Establécense Municipios de Primera y Segunda Categoría. Son Municipalidades de Primera Categoría aquellas que tengan más de quinientos (500) inscriptos en el Registro Electoral. Son Municipalidades de Segunda Categoría las que cuenten con una población superior a los doscientos (200) inscriptos en el padrón electoral.

Art. 3. Los centros de población cuyo número de habitantes no alcance al mínimo establecido precedentemente, serán regidos en el orden local por Comisiones de Fomento que serán designadas por el Poder Ejecutivo (...)

Art. 4. La delimitación territorial y la determinación de categorías de Municipalidades se hará por Ley.

Art. 7. (...) Municipios autónomos, tendrán en el orden local un gobierno que será ejercido con independencia de todo otro poder y que estará a cargo de una rama Ejecutiva desempeñado por un ciudadano con el título de Intendente, y otra Deliberativa, desempeñada por ciudadanos con el título de Concejal.

Art. 12. El Concejo Deliberante se compone de cinco (5) miembros para las Municipalidades de Primera Categoría y de tres (3) miembros para las Municipalidades de Segunda Categoría. Se elegirá igual cantidad de suplentes.

Art. 195. En todas aquellas localidades cuya población no exceda de los doscientos (200) habitantes empadronados, podrá el Poder Ejecutivo crear Comisiones de Fomento que tendrán a su cargo, con delegación de facultades la administración de los intereses locales.

Art. 196. La creación de las Comisiones de Fomento compete al Poder Ejecutivo, el cual aparte de la población, deberá tener en cuenta las siguientes circunstancias:

1) Que exista un centro urbano que cuente con trazado y subdivisión que permita la radicación de habitantes en su planta urbana.

2) Posibilidades económicas-financieras de la población, tanto urbana como rural, que aseguren fuentes tributarias estables y permitan a dicho organismo la obtención de recursos suficientes.

Art. 197. Las Comisiones de Fomento estarán compuestas por un (1) Presidente y cuatro (4) Vocales, designados por el Poder Ejecutivo (...)

Art. 199. Las Comisiones de Fomento tendrán las mismas atribuciones y deberes que las Municipalidades electivas de Segunda Categoría (...)

## Ley provincial n.º 231 de las Comunas
La ley provincial n.º 231 Comunas: caracterización y régimen de gobierno fue sancionada el 23 de junio de 1995 y promulgada el 29 de junio de 1995 por decreto n.º 1120.

Art. 1. Las poblaciones estables de no menos de cuatrocientos (400) habitantes, pero que no alcanzaren los dos mil (2.000) serán reconocidas como Comunas, siempre que su centro urbano esté ubicado a más de treinta kilómetros (30 Km) de un Municipio.

Art. 3. El Poder Legislativo estará integrado por un Concejo Deliberante de cinco (5) miembros, elegidos directamente por el pueblo (...)

Art. 5. El Poder Ejecutivo será ejercido por un Intendente Comunal, electo a simple pluralidad de sufragios por los habitantes de la Comuna (...)

## Municipios de 1.ª categoría

### Con carta orgánica
| Municipio  | Departamento | Año creación | Origen             | Población (2010) | Superficie (km²) | Concejales | Código INDEC de gobiernos locales |
| ---------- | ------------ | ------------ | ------------------ | ---------------- | ---------------- | ---------- | --------------------------------- |
| Río Grande | Río Grande   | 1973         | Ley territorial 72 | 66 475           |                  | 9 (*1)     | 940007                            |
| Ushuaia    | Ushuaia      | 1973         | Ley territorial 72 | 56 593           |                  | 7 (*2)     | 940014                            |

(*1) A los 7 concejales iniciales se le deben agregar dos por cada 20 000 electores que superen el número de 50 000 y hasta un máximo de 11 concejales (art. 75 de la carta org.)
(*2) (art. 117 de la carta org.)

### Sin carta orgánica
| Municipio | Departamento | Año creación | Origen             | Población (2010) | Superficie (km²) | Concejales | Código INDEC de gobiernos locales |
| --------- | ------------ | ------------ | ------------------ | ---------------- | ---------------- | ---------- | --------------------------------- |
| Tolhuin   | Tolhuin      | 2012         | Ley provincial 892 | 2626             | 54,00            | 5          | 940021                            |